# جون رايت (موسيقي)
جون رايت هو موسيقي وطبال كندي، ولد في 1962 في فيكتوريا في كندا.

## وصلات خارجية
- جون رايت على موقع ميوزك برينز (الإنجليزية)
- جون رايت على موقع ميوزك برينز (الإنجليزية)
- جون رايت على موقع ميوزك برينز (الإنجليزية)
- جون رايت على موقع ديسكوغز (الإنجليزية)
- جون رايت على موقع ديسكوغز (الإنجليزية)
- جون رايت على موقع ديسكوغز (الإنجليزية)
- جون رايت على موقع ديسكوغز (الإنجليزية)
- جون رايت على موقع ديسكوغز (الإنجليزية)